# Bonaventura Žbona
Bonaventura Žbona (tudi Sbona ali Spona), frančiškan, * (?), † 1640, Sveta Gora, Nova Gorica.
Rodil se je okoli leta 1570 na Banjški planoti, točen kraj in datum rojstva pa nista znani. V  90.letih 16. stoletja je stopil v frančiškanski red in kot piše kronika samostana na Sveti Gori je »študiral v Avstriji«. Leta 1605 je bil prvič izvoljen za gvardijana samostana na Sveti Gori, nato pa še leta 1617, 1630 in 1639. V letih 1613, 1622 in 1630 pa je bil izvoljen tudi za redovnega predstojnika vseh samostanov v bosansko-hrvaški provinci. Kronika samostana na Sveti Gori leta 1776 omenja Žbona kot graditelja, ki naj bi v letih 1623−1627 gradil najverjetneje prvo samostansko zgradbo na Sveti Gori. 